# アッチェレランド (漫画)
『アッチェレランド』は、ティーアイネットから発売された世徒ゆうきによる成人向け漫画作品。作者の別作品『ストリンジェンド』と世界観を共通しており、引き続き登場している人物もいる。
のちに本作はアダルトアニメ化され、『アッチェレランド～堕天使たちの囁き～』というタイトルでピンクパイナップルから発売された。

## あらすじ
第一話「トライアングルカフェ」
大橋は玉季と付き合えるかどうかを黒及と話しながら、玉季が働いているカフェ「トライアングルカフェ」に向かう。店の前に着くと、黒及は大橋を店内に行かせて、自分は帰ると話した。その後、黒及は帰宅することなく裏口に回り、掃除をしていた玉季の胸を後ろから揉むなどをして、ちょっかいをかけてセックスをした。玉季は仕事に戻ろうとするが、その時に黒及は玉季の性器にバイブを仕込み、玉季は呆れながらも、そのまま仕事に行き、玉季はバイブで感じては裏口に行って、黒及とセックスをするを何度も繰り返した。大橋は遂に告白をしようとするが、バイブに完全に我慢ができなくなった玉季は「もうだめ!」とトイレに行ってしまう。そこには黒及がおり「大橋はどうだった？」と聞くが、それどころではない玉季は無視したものの、黒及に抱え込まれ、バイブを外して、ペニスを挿入され、そのまま絶頂を迎えて倒れてしまう。大橋は帰ったが、玉季の言った「もうだめ！」が告白を断られて振られたと勘違いして落ち込んでいた。
第二話「スクウェアカフェ前編」
大橋は閉店間近までカフェにいた。掃除をしに裏口へ行った玉季はいつものように、そこにいた黒及と相変わらず進展はなしという話をしていたが、黒及は突然変装をして、その状態で玉季にちょっかいをかけて、セックスをする。一方、店内にいた大橋は来客した女性・巴から「強盗よ」と拳銃を突きつけられる。冗談だと思ったものの巴の口から玉季の話をきいたことで険しい顔になり、主導権を握った巴は、ある場所へ大橋を案内する。扉の前へ移動させられた大橋は扉の隙間から、玉季が男（変装した黒及）とセックスをしているところを見てしまう。驚く大橋を尻目に、巴は大橋のペニスを取り出し、黒及はタイミングを見計らったかのように玉季を残して、扉の向こうにいる大橋と巴のところへ移動する。そして巴は大橋のペニスをドアの隙間から出す格好をさせて、玉季にフェラをさせるように仕向け、玉季は「変態プレイ」と疑わず、大橋のものと知らないまま、彼のペニスをしゃぶる。大橋は射精してしまい、玉季は大橋の精液を顔に浴びるが、変わらずフェラをし続ける。巴は「まだまだ楽しませてあげる」と大橋を誘う。
第三話「スクウェアカフェ後編」
一度落ち着いたことで、大橋は巴たちに素性を訪ねるが「愛のキューピット」と話をはぐらかし、店内に戻るように諭す。一方、黒及は玉季のところに戻り、セックスを再開し、「もし大橋が何かしても受け入れてやれ」と忠告した後にどこかへ行く。店内では巴に半ば脅迫される形で「玉季とセックスをしろ」と言われ、巴はどこかへ行き、玉季が戻ってくる。大橋は玉季に抱き着き、玉季は先ほどの黒及の忠告を思い出し、抵抗をしなかった。二人はキスをして、互いに下の服を脱ぎ、遂に大橋は玉季に挿入をして中出しをする。慣れたことで積極的になった大橋は玉季にバックの態勢をお願いして、玉季もリードしながら承諾をする。
第四話「ミラーショット」
女子更衣室を覗いてオナニーをしている男子学生と、その近くで男子トイレを覗いてオナニーをしている女子がいた。女子は男子トイレで男子の下半身を見ながらオナニーをする一方で、覗きをしている男子が女子たちに見つかり、逆レイプをされるのではないかと妄想もしていた。その矢先に自分の周りには男子たちがおり、そして自分に集団レイプをしてきた。女子は悟った、男子が集団で逆レイプされている妄想は自分が男子たちから集団レイプをされていた現実であったということを。
第五話「最後のパーツ」
とある学校に広橋という女子の転校生がやってきた。担任は家が近いからという理由で案内を吉岡という男子に頼んだが、広橋は吉岡の顔をみて何かしらの反応を見せる。広橋は吉岡のことを「兄さん」と呼んだため、吉岡は「お兄さんがいたんだね」と返すが、広橋は「いえ、いたんですよ」と返す。引越しの片づけが終わっていないということで広橋の家に上がり、一段落ついたところで広橋の兄が病気で亡くなっていることを知るが、直後に出されたコーヒーを飲んで眠ってしまう。そんな吉岡をみて「本当に顔が似ている」と広橋はつぶやく。目が覚めた吉岡は、自分が椅子に座られていることに気づいた。しかも、広橋が彼の上にまたがり、「兄さん」と連呼しながら乱れていた。吉岡は「自分は兄さんではない」というが、広橋は「確かに顔だけは似ているけど、他は似ていない」といい段ボールの中を吉岡に見せる。その中には、バラバラにされた四肢があった。広橋は「パーツは全部そろった」といい、吉岡に「最後のパーツ私にくださいね」と言い放つ。
第六話「少年グリエ」
若い頃の巴は、学園長の息子に性的暴行を受けていたが、逆らうと友人である徹の奨学金を切られるという脅されていたため、耐えてきた。だが、ある日とうとう耐え切れず、いつもセックスをさせられる場所にありったけのガソリンをぶちまけ、彼が入ったのを見計らって、鍵を閉め、そのまま火をつけて殺した。しかし、だが、学園長の息子は巴とのセックスの様子を見せるために徹を連れてきていたため、巴は徹も殺したことに気づいて愕然とする。
第八話「シュガートレイン」
電車通勤をしていた男子学生は、同じ時間に見かける女性に興味を持っていた。そんなある日、とうとうその女性とはっきりと対面した時がきた。とりあえず会話をしてみると、女性のほうも見られていたことに気付いていたという。女性のほうから唐突に「どの客が入ってくるか賭けよう」というクイズをされ、男子学生が選んだほうが当たっていた。すると女性は「勝利の報酬」として、なんと男子学生のペニスをしごきはじめ、つい射精してしまう。女性はまた賭けをはじめ「勝ったら好きにしてもいい」といい、また男子学生が勝った。約束通り、女性は自分の体を好きにさせ、男子学生のペニスを挿入させて、男子学生は絶頂を迎える。そして最後に女性は「自分が大声を出して、どちらの車両から人がくるか」で賭けをするという。そして大声をあげるが、男子学生は痴漢として捕まってしまう。実は女性はいつも見られていることにウンザリしており、報復をしていたのであった。
第九話「トミジュウバブル崩壊」
保健室で土屋は霧島がセックスをしていたが、霧島から自分の肥満体を馬鹿にされたことで痩せる薬がほしいとトミジュウに頼む。トミジュウから薬をもらい、さっそく飲むが、急にムラムラしてしまう。土屋はそのまま保健室に向かい、さっそく霧島に自分のペニスをフェラさせ、そして終わったら霧島のパンツを脱がし、挿入をして中出しをする。

## 登場人物
玉季（たまき）
この作品のメインヒロイン。「トライアングルカフェ」というカフェで働いている。長髪で後ろに髪を結った柔和な顔立ちの美人だが、仕事中に玩具を仕込み、暇を見つけては黒乃とセックスをするなど、かなりの淫乱。大橋が自分に好意があるのを知っていたが、敢えて大橋の口から告白されるのを待っていた。
大橋
玉季の高校時代からの友人。職種は不明だが就職している。童貞であり、玉季との初体験で童貞を捨てた。
黒及
玉季と大橋の友人であり玉季のセックスフレンド。玉季とはちょくちょく会っており、逢引を楽しむためにこそこそ侵入することから、玉季に泥棒と勘違いされて叩かれることもある。
巴
別作品「ストリンジェンド」にも登場した人物。メガネをかけた美女。
広橋

吉岡

徹
巴の友人。心臓の病気がある。手術費用で本来は学校に行く金がなかったが、奨学金のおかげで何とか通えている。
学園長の息子

## アダルトアニメ
2007年からピンクパイナップルによって『アッチェレランド ～堕天使たちの囁き～』という題名でOVA化されている。2008年には『ストリンジェンド』ともリンクする続編の『ストリンジェンド&アッチェレランド ULTIMATUM ～SERA～』も発売。

### スタッフ
- キャラクターデザイン・監督・絵コンテ・作画監督・演出：荒木英樹

### 作品タイトル
アッチェレランド ～堕天使たちの囁き～
- CONTENTS.1「in the cafe」（発売日：:2007年1月26日）
- CONTENTS.2「in the school」（発売日：:2007年4月27日）
- CONTENTS.3（発売日：2010年1月29日）
- CONTENTS.4（発売日：2010年2月26日）

ストリンジェンド&アッチェレランド ULTIMATUM ～SERA～
- #1「シュガートレイン」（発売日:2008年5月23日）
- #2「それぞれの日常」（発売日:2008年8月29日）
- #3「序章&終章」（発売日:2008年10月31日）